# هاجر عفيفي
هاجر عفيفي (باللغة الإنجليزية: Hager Afify) ممثلة مصرية بدأت مشوارها الفني بعمر ١٤ سنة

## سيرتها الذاتية
ممثلة مصرية بدأت الفن وعمرها 14 سنة، وهي خريجة المعهد العالي للفنون المسرحية في مصر. حصلت على جائزة أحسن ممثلة ثانية في مهرجان المسرح العالمي المسرح العالمي 2012. وشاركت في العديد من الأعمال، أبرزها مسلسلات «الأسطورة، ولد الغلابة، نسر الصعيد، أرض جو» 

## أعمالها الفنية

### المسلسلات
- الغاوي :2025
- عودة الأب الضال :2022
- بين السما والأرض  (2021)
- لحم غزال (2021)
- ولاد ناس (2021)
- إلا أنا (2020)
- عمر ودياب (2020) [4]

- يوم وليلة (2020)
- قمر هادي (2019) [5]

- ولد الغلابة (2019)
- عفاريت عصمت (2018)
- نسر الصعيد (2018)
- أرض جو (2017)
- طاقة نور (2017)
- الأسطورة (2016) [4][6]

- بس مباشر (2016)
- أريد رجلًا ج1 (2015)
- أريد رجلًا ج2 (2015)
- الصعلوك (2014)
- إمبراطورية مين (2014)
- نقطة ضعف (2013)

### الأفلام
- البر التاني (2016)
- دي في دي (2010)

### المسرحيات
- 3D (2015)